# Phytomyza glechomae
Phytomyza glechomae är en tvåvingeart som beskrevs av Johann Heinrich Kaltenbach 1862. Phytomyza glechomae ingår i släktet Phytomyza och familjen minerarflugor.
Artens utbredningsområde är Tyskland. Arten är reproducerande i Sverige. Inga underarter finns listade i Catalogue of Life.